# Планарна технология
Планарната технология, позната и като полупроводникова технология е процесът на създаване на микроелектронни устройства. Той включва редица отделни стъпки, при които се формира и изработва електрическа схема в подложка (пластина) от полупроводников материал. Най-масово за целта се използват подложки от силиций, макар че при специални приложения се използват също галиев арсенид, германий и други материали. За създаването на работеща електрическа схема в подложката се създават структури с определен размер и разположение, но така, че всичко остава в една плоскост – оттам и названието планарна технология.

## Подложки
Една типична подложка (пластина) представлява тънък (0,75 mm) полиран диск от монокристален силиций, израснал изкуствено по специална технология – процес на Чохралски. Диаметърът на подложката може да достигне 300 mm (предвижда се между 2010 и 2015 той да се увеличи до 450 mm . Колкото по-голям е размерът на подложката и колкото е по-малък размерът на отделните елементи, толкова повече единични интегрални схеми или други електронни устройства се създават наведнъж и съответно единичната им цена намалява. Това е главният двигател на тенденцията за експоненциалното намаляване на размерите с времето (виж Закон на Мур.) Това обаче силно повишава изискванията към работните помещения – необходима е все по-висока степен на обезпрашеност и чистота – производството става в т.нар. чисти помещения.

## Производствени стъпки
Има четири групи процеси:
- Front end processing, който представлява най-критичната стъпка – при него в подложката се изработват самите устройства: транзистори и резистори. Той може да включва подготовка на повърхността, оксидация, структуриране, легиране с примеси за получаване на определените електрически свойства, нанасяне или израстване на диелектричен слой при гейтовете и нанасяне или израстване на изолиращи слоеве между отделните устройства.
- Back end processing e стадият на свързване на отделните компоненти в желаните електрически вериги. При него се нанасят метални и диелектрични тънки слоеве, и се формират проводящите линии и контакти. Металите са алуминий и мед, а диелектриците – силициев диоксид или силикатно стъкло.
- Тестване – определя се дали изработените устройства функционират правилно. Съотношението на годни към негодни изделия определя т.нар. рандеман.
- Опаковане – подложката се разрязва на индивидуалните чипове и те се опаковат в керамични или пластмасови кожуси, към които се присъединяват крачета за свързване. Прави се и повторно тестване.

Основните процеси, които се прилагат в отделните стъпки на планарната технология, са:
- Производство на подложки
- Измиване
- Фотолитография (или друг вид литография)
- Йонна имплантация
- Сухо ецване
- Мокро ецване
- Плазмено ецване
- Термични обработки, вкл. оксидация
- Химично отлагане на слоеве от парна фаза
- Физично отлагане на тънки слоеве
- Молекулярно-лъчева епитаксия
- Електролитно отлагане на слоеве
- Химико-механическо полиране
- Електрическо тестване
- Изтъняване на пластината отзад
- Рязане на чипове
- Опаковане и капсулиране на интегралните схеми
- Окончателно тестване на интегралните схеми

## Ширина на линията
Като основна характеристика на технологичния процес често се указва минималната постижима ширина на линията в схемите, която като следствие определя размерите на транзисторите (и другите елементи) върху подложката. Този параметър обаче е тясно свързан с други параметри, ограничаващи миниатюризацията: чистотата на получавания силиций, характеристиките на устройствата за ецване и нанасяне на слоеве и преди всичко възможностите на литографския метод.
През 70-те години типичната ширина е била 2 – 8 микрона, през 80-те тя намалява до 0,5 – 2 микрона. При някои експериментални образци се достига до 0,18 микрона (180 nm).
През 90-те години поради развихрилата се „война на платформите“ експерименталните методи започват да се внедряват в производството и бързо да се усъвършенстват. В началото на 90-те микропроцесорите (например ранните Pentium и Pentium Pro) се изготвяли по технология 0,5 – 0,6 микрона. След това размерите слизат до нивото 0,25 – 0,35 микрона. Следващите процесори (Pentium 2, K6-2+, Athlon) се произвеждат вече по технология, позволяваща 180 nm.
Новите процесори (отначало това е Core 2 Duo) се произвеждат с новата ултравиолетова технология, позволяваща възпроизводимо производство на линии с ширина 65 nm. Съществуват и други интегрални схеми, които са достигнали и надминали тази степен на миниатюризация (в частност графичните процесори и флаш-паметите на Samsung – 40 nm).
По-нататъшното развитие на технологията в посока на намаление на ширината на линията среща все по-големи трудности. Въпреки тях обаче Intel и други водещи производители работят рутинно с процес 45 nm от 2008 г. Макар че през 2009 г. Интел планираше производството на 32 nm процесори , тяхното появяване на пазара се отложи за 2011 г.. Съответно и преминаването към 10 nm, първоначално планирано до 2015, вече се предвижда за 2016, а към 7 nm – за 2018 г.Intel планира 7-нм процесори през 2018 г. //   Посетен на 1.12.2014..

## История
Планарната технология е била разработена във фирмата Fairchild Semiconductor през 1958 г. от швейцареца Джийн Хърни (Jean Hoerni, на френски: Жан Хьорнѝ) с цел да бъде произведен транзистор с по-добри параметри. На основата на тази технология през следващата 1959 г. на Робърт Нойс (Robert Noyce) от същата фирма се отдава да произведе първата монолитна интегрална схема, заради което впоследствие е удостоен с много почести и медали.